# Unicare Nordic
Unicare Nordic AS var en dansk virksomhed med hovedsæde i Ballerup, og som forhandler diverse mærkevarer indenfor kosmetik og personlig pleje.
Selskabet er endvidere repræsenteret i Oslo, Malmø, Helsinki og Istanbul. 
Deres produktsortiment indeholder bl.a.
- Givency
- Bvlgari

Virksomheden gik konkurs d. 11. april 2012, men blev overtaget af, og gendannet under navnet Care Brands som er ejet af  Fritz Schur Consumer Group 

## Ekstern henvisning
1. ↑  "Om Care Brands". Arkiveret fra originalen 6. oktober 2013. Hentet 5. oktober 2013.

- Unicare Nordics tidligere hjemmeside nu via web.archive.org